# Oberleitungsbus Duschanbe
Der Oberleitungsbus Duschanbe ist der einzige Oberleitungsbus-Betrieb in Tadschikistan. Der Oberleitungsbusverkehr in der Hauptstadt Duschanbe wurde am 2. Mai 1955 eröffnet und besteht heute aus den acht Linien 1, 2, 4, 5, 9, 10, 11 und 12. Historisch kamen zeitweise überwiegend Fahrzeuge des Typs SiU-9 aus russischer Produktion zum Einsatz, ferner wurden 1999 einige ungarische Ikarus-Omnibusse zu Oberleitungsbussen umgebaut. Am 11. Dezember 2020 fand eine Präsentation von 69 neuen Belkommunmasch-Oberleitungsbussen des Typs 321 statt, die zu einer Bestellung von 100 Wagen gehört.
Ein zweiter tadschikischer Oberleitungsbus-Betrieb bestand von 1970 bis 2010 in Chudschand.

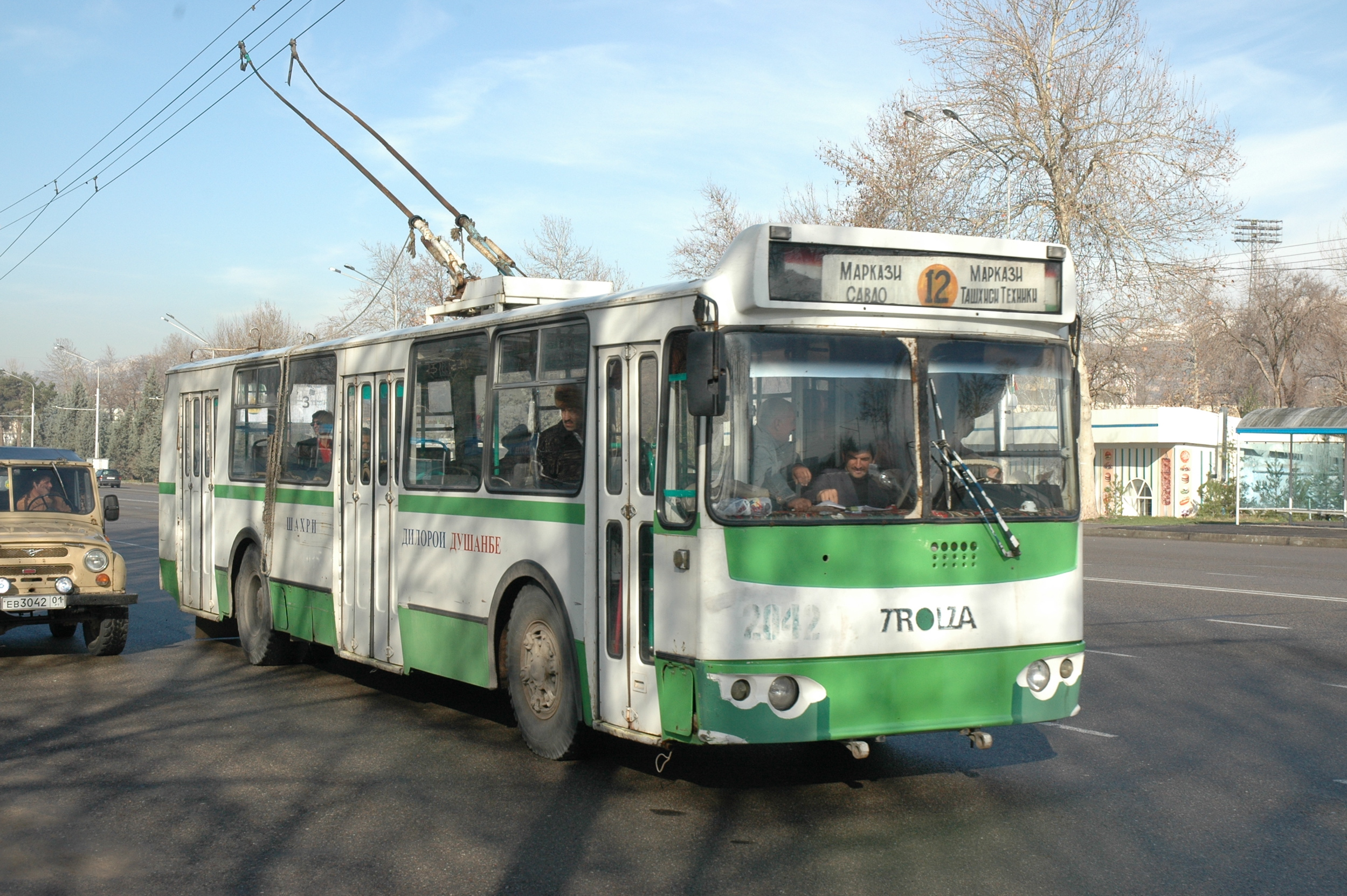
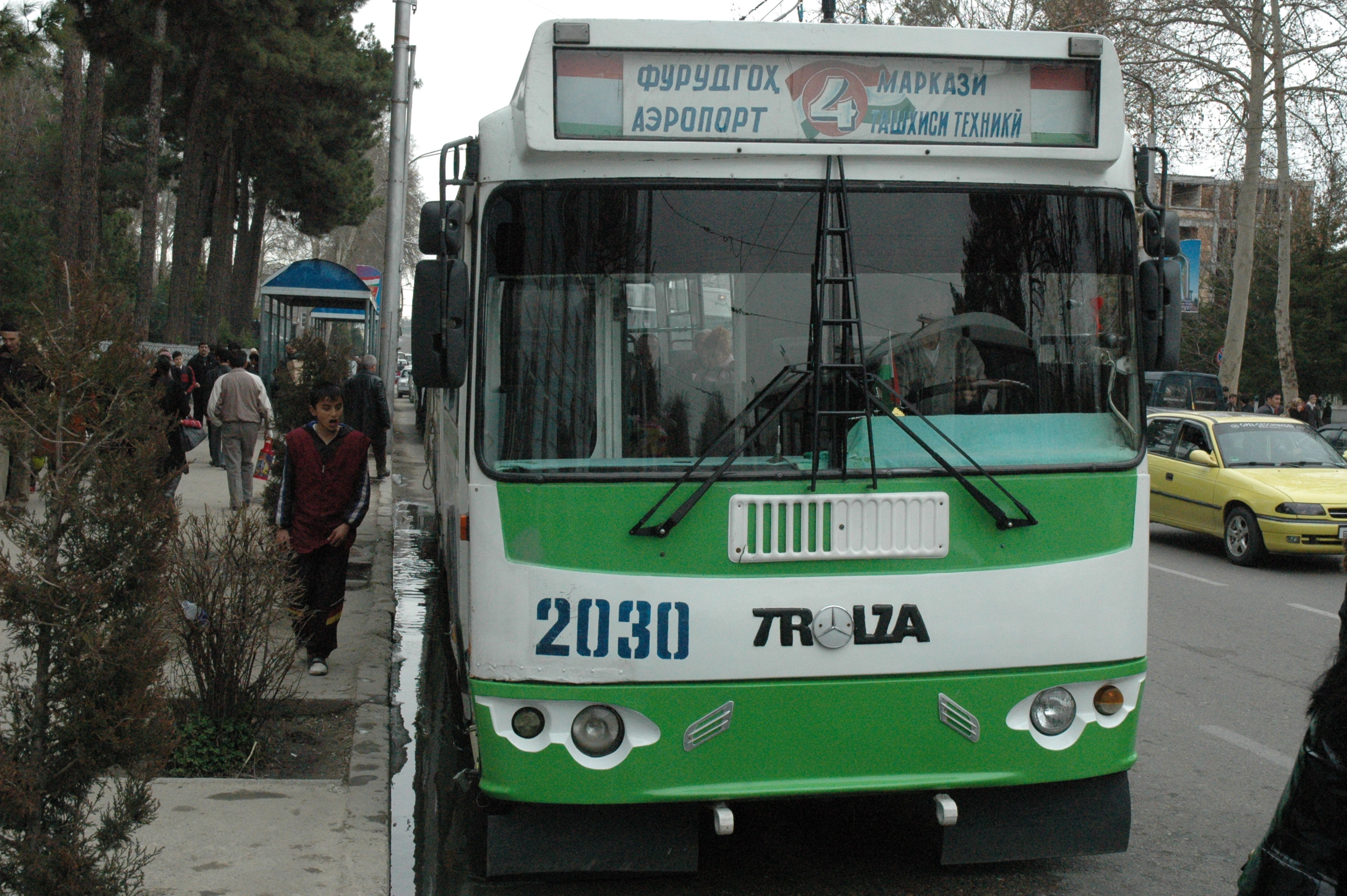
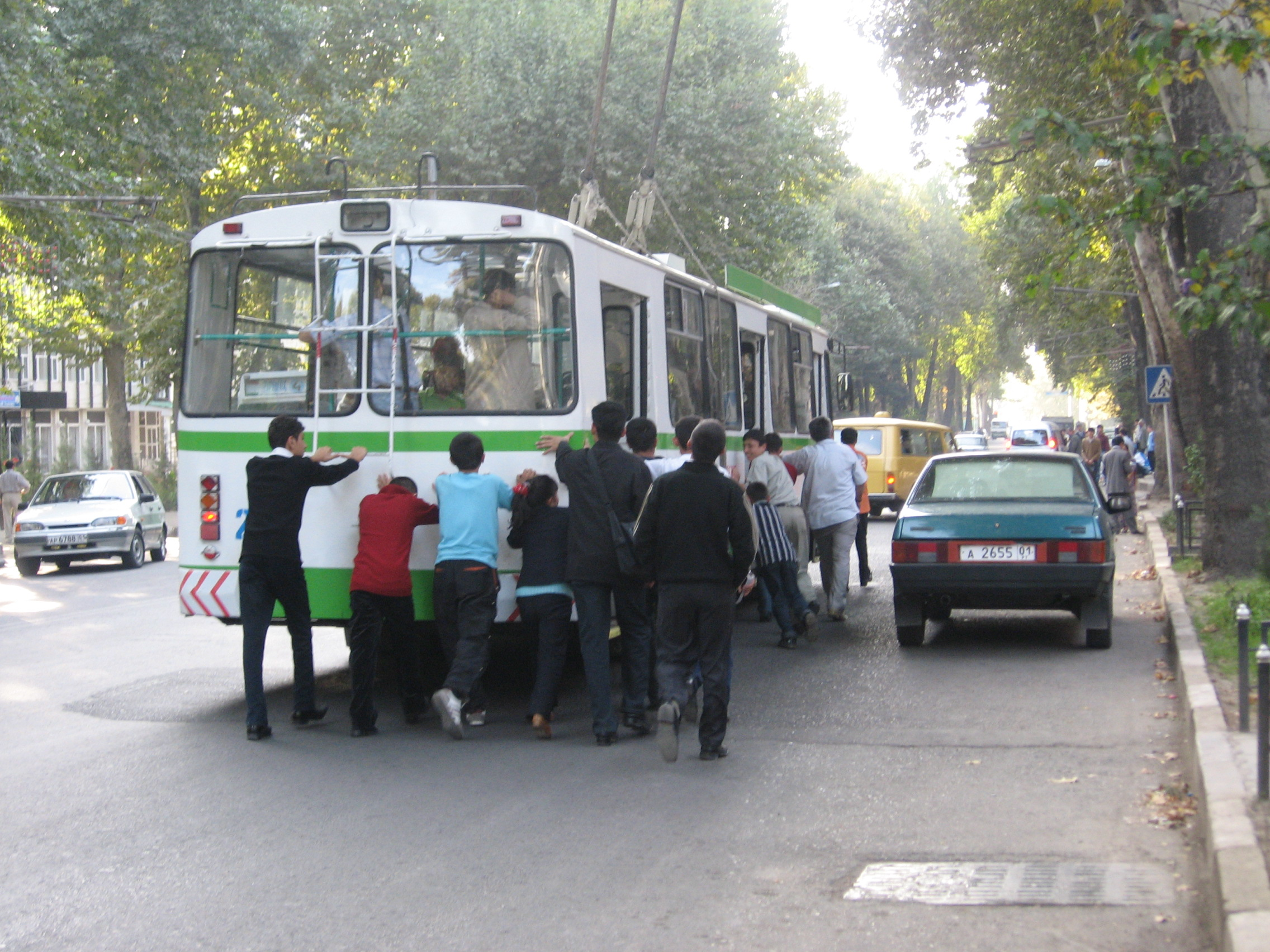